# Solenobia wehrlii
Solenobia wehrlii är en fjärilsart som beskrevs av Müller-rutz. Solenobia wehrlii ingår i släktet Solenobia och familjen säckspinnare. Inga underarter finns listade i Catalogue of Life.